# Diplacus johnstonii
Diplacus johnstonii är en gyckelblomsväxtart som först beskrevs av Adele Lewis Grant, och fick sitt nu gällande namn av Guy L. Nesom. Diplacus johnstonii ingår i släktet Diplacus och familjen gyckelblomsväxter. Inga underarter finns listade i Catalogue of Life.